# Église Saint-Nicolas de Niš
Pour les articles homonymes, voir Église Saint-Nicolas.
L'église Saint-Nicolas de Niš (en serbe cyrillique : Црква Св. Николе у Нишу ; en serbe latin : Crkva Sv. Nikole u Nišu) est une église orthodoxe serbe qui se trouve à Niš, dans la municipalité urbaine de Palilula et dans le district de Nišava, en Serbie. Elle est inscrite sur la liste des monuments culturels protégés de la république de Serbie (identifiant no SK 2056),,.

## Présentation
L'église a été construite une première fois sur les vestiges d'un lieu de culte du XIe siècle, sans doute ceux de l'ancienne cathédrale Saint-Procope de la ville,,. Dans les premières décennies du XVIIe siècle, une nouvelle église a été construite et peinte ; ces fresques sont restées visibles jusqu'en 1860, ; la nouvelle église a été dédiée à saint Nicolas, un des saints les plus populaires de Serbie, notamment parce que les reliques de saint Procope ne se trouvaient pas à Niš. Détruite en 1690 en représailles contre les Serbes qui avaient soutenu les Autrichiens dans leur combat contre la Sublime Porte, elle a été reconstruite en 1722, comme en témoigne l'inscription au-dessus de l'entrée,. Après la victoire des Turcs dans la guerre avec l'Autriche en 1737, l'église a été transformée à plusieurs reprises en mosquée ; elle est définitivement devenue une mosquée en 1799 et elle était connue sous le nom de Fetija džamija, la « mosquée conquise » ; à cette époque, un minaret lui a été ajouté,.
En 1862, Midhat Pacha (1822-1863), le gouverneur de Niš, a fait détruire l'église-mosquée et en a fait construire une nouvelle un peu plus à l'est en 1863-1864, ; c'est cet édifice qui abrite l'actuelle église Saint-Nicolas. En 1879, après la libération de la ville de la domination ottomane, l'édifice a été adapté aux besoins de la foi orthodoxe : le mihrab a été transformé en chœur, tandis que le minbar est devenu une abside,. L'espace central, qui, à l'origine, était couvert par un dôme peu profond reposant sur les poutres du plafond, a été percé pour permettre l'édification d'un mince dôme octogonal plus élevé,.
L'intérieur de l'actuelle église est éclairé par des fenêtres cintrées sur deux niveaux. Au-dessus de l'entrée nord-ouest se trouve une galerie adossée à des piliers,.
La partition de l'iconostase, qui date de 1879, est l'œuvre d'auteurs inconnus ; en revanche, l'église abrite un certain nombre d'icônes d'Ilija Dimitrijević,.
Par la complexité de ses phases de construction et de démolition, l'édifice témoigne de l'ancienneté historique de la ville de Niš, des premiers siècles du christianisme à nos jours,.